# Temoporfín
El temoporfin es un medicamento que se comercializa bajo el nombre de Foscan y se utiliza como agente fotosensibilizanta para aplicar terapia fotodinámica en procesos cancerosos avanzados. 
La terapia fotodinamica es una técnica que permite la destrucción selectiva de tejidos previamente fotosensibilizados que se exponen a una fuente de luz. Para ello es preciso administrar previamente un agente fotosensibilisante como el temoporfín y 96 horas después, el lugar que se quiere tratar ha de ser iluminado con luz a 652 nm de una fuente de láser aprobada. 
La indicación principal de temoporfin es el carcinoma espinocelular que afecta a la cabeza o al cuello, cuando no es posible utilizar otros tratamientos como cirugía, radioterapia o quimioterapia, o bien estos  procedimientos han sido empleados previamente sin obtener resultados adecuados. 

## Administración
Se administra por vía intravenosa de forma lenta durante un tiempo mínimo de 6 minutos. 